# Dracotettix
Dracotettix is een geslacht van rechtvleugeligen uit de familie Romaleidae. De wetenschappelijke naam van dit geslacht is voor het eerst geldig gepubliceerd in 1889 door Bruner.

## Soorten
Het geslacht Dracotettix omvat de volgende soorten:
- Dracotettix monstrosus Bruner, 1889
- Dracotettix newboldi Hebard, 1931
- Dracotettix plutonius Bruner, 1893